# Erwin Wilczek
Erwin Wilczek (Ruda, 1940. november 20. – 2021. november 30.) válogatott lengyel labdarúgó, csatár, edző.

## Pályafutása

### Klubcsapatban
1959 és 1972 között a Górnik Zabrze labdarúgója volt, ahol kilenc bajnoki címet és hat lengyelkupa-győzelmet ért el. Tagja volt az 1969–70-es idényben KEK-döntős csapatnak. 1973 és 1975 között a francia a Valenciennes csapatában szerepelt. Az 1973–74-es idényben a másodosztály A-csoportjának a gólkirálya lett.

### A válogatottban
1961 és 1969 között 16 alkalommal szerepelt a lengyel válogatottban és két gólt szerzett.

### Edzőként
1979 és 1982 között korábbi csapata a Valenciennes vezetőedzőjeként dolgozott.

## Sikerei, díjai
Górnik Zabrze
- Lengyel bajnokság
  - bajnok (9): 1959, 1961, 1962–63, 1963–64, 1964–65, 1965–66, 1966–67, 1970–71, 1971–72
- Lengyel kupa
  - győztes (6): 1965, 1968, 1969, 1970, 1971, 1972
- Kupagyőztesek Európa-kupája (KEK)
  - döntős: 1969–70

 Valenciennes
- Francia bajnokság – másodosztály (Ligue 2)
  - gólkirály: 1973–74